# St. Georg (Köln)

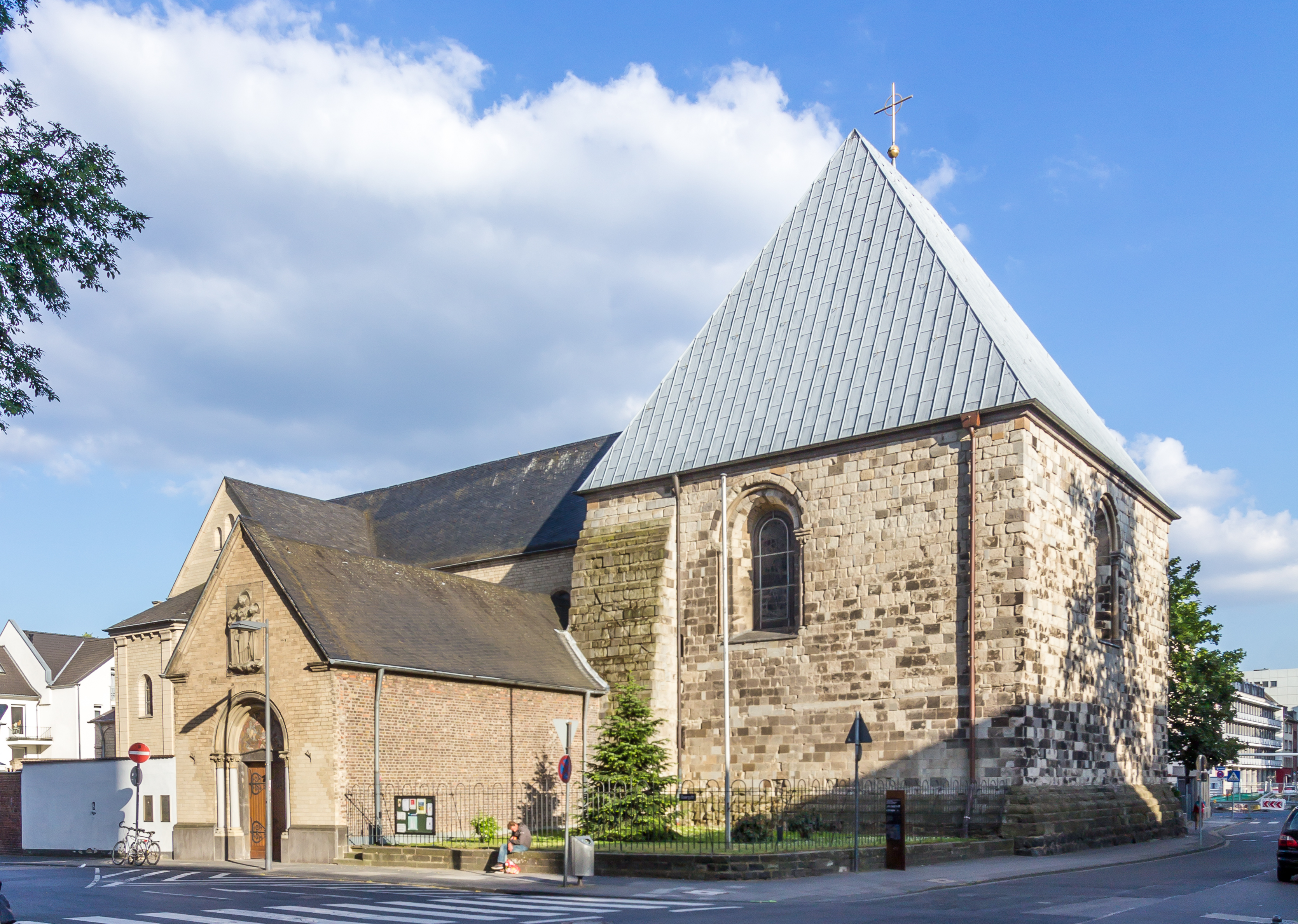
St. Georg in Köln

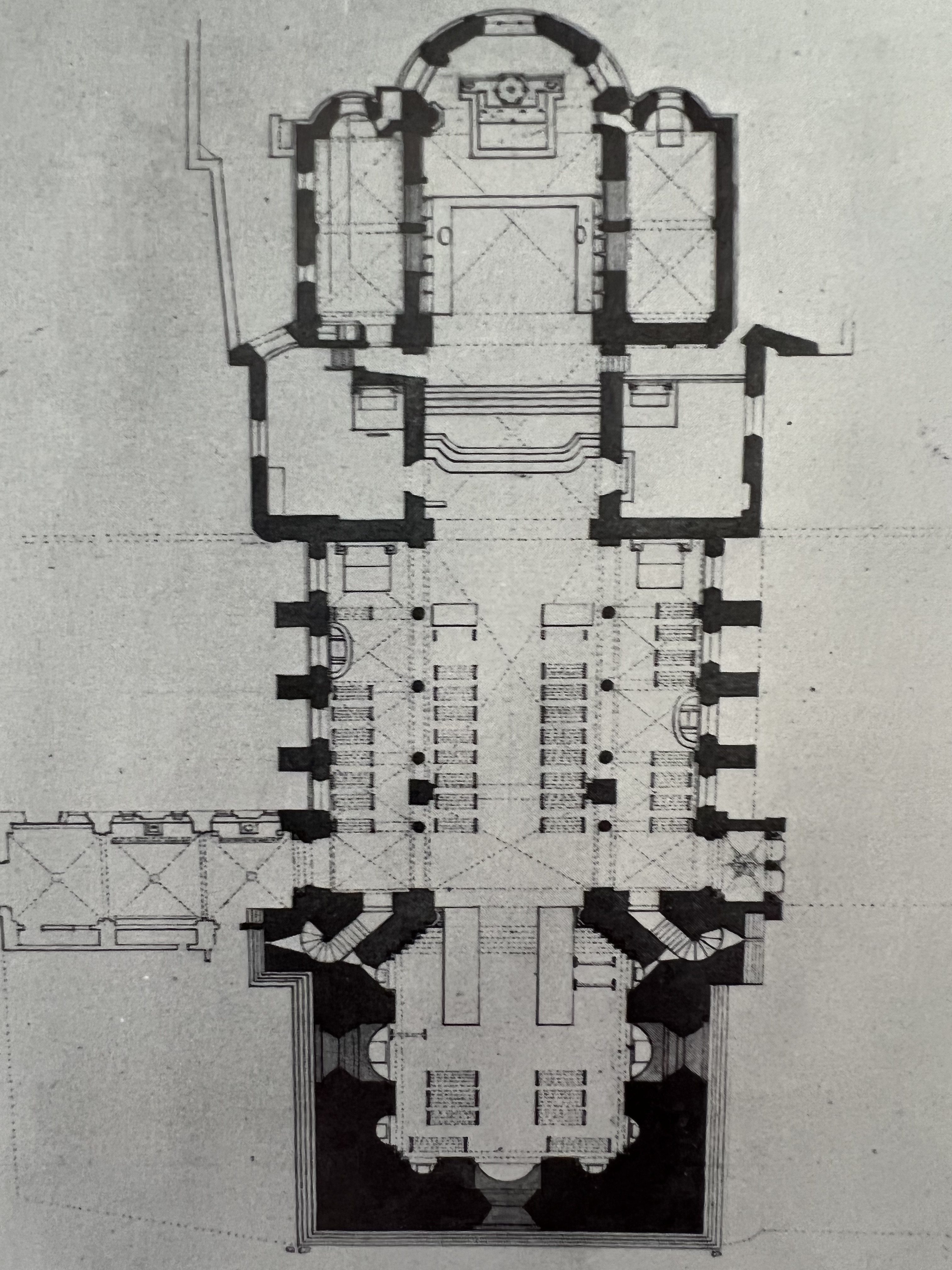
Grundriss um 1840

St. Georg ist eine der zwölf großen romanischen Basiliken in der Altstadt Kölns, deren Erhalt vom Förderverein Romanische Kirchen Köln unterstützt wird. Mit dem Bau der ehemaligen Stiftskirche wurde 1059 begonnen. Die Kirchweihe war vermutlich 1067. Am Tag der Weihe übertrug Erzbischof Anno II. dem Stift eine Armreliquie des heiligen Georg aus St. Pantaleon in Köln.

## Geschichte

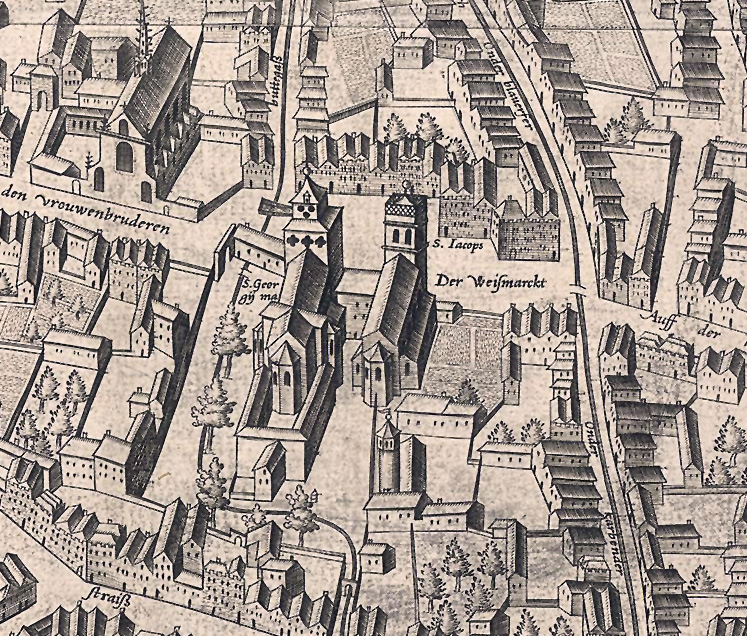
St. Georg und St. Jakob im Mercator-Plan (1571)

St. Georg steht an der Stelle einer unmittelbar vor den römischen Mauern gelegenen römischen Benefiziarier-Wache, von wo aus der Verkehr zwischen Bonn und dem Südtor der Kolonie überwacht wurde.
Vermutlich zur Zeit der Merowinger (5. bis 8. Jahrhundert) wurde auf einem Teil der Fundamente das Cäsarius-Oratorium gebaut. Der Altarstandort war auch nach dem Neubau des 11. Jahrhunderts als Vierungsaltar standortbestimmend. An der Stelle des Altars dieses Oratoriums stand seit den 1930er Jahren der Kreuzaltar. Dieser wurde 1964 durch den heutigen Vierungsaltar ersetzt.
Im 11. Jahrhundert kommt es unter Erzbischof Anno II. (1056–1075) in der vor den Mauern liegenden Gemarkung Oversburg zum Bau einer dreischiffigen Säulenbasilika samt Querbau und dreiteiliger Ostchor-Anlage über einer Hallenkrypta auf Säulen. Diese noch heute erhaltenen Säulen stammen aus römischen Bauten. Der hierdurch entstandene basilikale Raumeindruck brachte der Kirche den Ehrentitel „Ravenna am Rhein“ ein. Die Querarme des Neubaus besaßen Tonnengewölbe, während das Mittelschiff des Langhauses durch eine Holzdecke abgeschlossen wurde. Der ursprüngliche Westchor wich etwa einhundert Jahre später einem repräsentativen, von einer Hängekuppel überwölbten Chorbau, dessen Äußeres allerdings nicht nach den ursprünglichen .Plänen abgeschlossen wurde. Zeitgleich wurde das Hauptschiff eingewölbt. Dafür wurde leider die Säulenarchitektur jäh verändert, indem man zwischen die mittleren Säulen mächtige Pfeiler setzte, die im Stande waren, das Kreuzgratgewölbe des Mittelschiffes zu tragen. Während in den Seitenschiffen die Fenster keine Änderung erfuhren, wurden die Fenster der Obergaden, die zuvor axial über den Arkaden standen, paarweise zusammengerückt.
Weitere Bauphasen stammen aus der Epoche von Renaissance und Barock. Die nördliche Vorhalle wurde 1551/52 errichtet und verband die Stiftskirche St. Georg mit der ehemaligen benachbarten Pfarrkirche St. Jakob, die 1825 bei der Anlage der Georgstraße niedergelegt wurde. St. Georg war seither Pfarrkirche. Nach dem Ersten Weltkrieg wurde die Kirche wegen drohender Einsturzgefahr geschlossen und von 1928 bis 1930 grundlegend saniert. Eine Evokation der nicht dokumentierten romanischen Farbigkeit wurde nicht angestrebt. Im Inneren erhielten die Wand- und Wölbungsflächen eine ornamentlose Tünche, während die besonders im Westchor vorzügliche Architektur-Gliederung steinsichtig blieb. Farbige Akzente setzte der seinerzeit revolutionäre Fensterzyklus Jan Thorn Prikkers. Die statische Sicherung des Bauwerks wird Wilhelm Schorn verdankt, die Bauforschung Albert Verbeeks wurde Grundlage der Rekonstruktion der Querhauskonchen im Ostteil. Die liturgiebezogene Neuausstattung schuf Clemens Holzmeister.
Die südliche Renaissancevorhalle von 1536 fiel den Bomben des Zweiten Weltkrieges zum Opfer und wurde nicht wieder aufgebaut. Dem ebenfalls zerstörten barocken Dach des Westbaus folgte in der Zeit des Wiederaufbaus der Kirche ein schmuckloses Walmdach. Die zerstörten Bauteile der Kirche (Vierung und Querhauskonchen) wurden bis 1964 ebenso rekonstruierend erneuert wie die Fenster Johan Thorn Prikkers. Der Raumeindruck ist seither allerdings „glatter“ als zuvor, und die liturgisch bedingte Neuausstattung ließ vom kriegsbeschädigten Werk Clemens Holzmeisters kaum etwas übrig. Der neue Vierungsaltar und die Fußbodengestaltung stammen von Sepp Hürten.

## Architektur

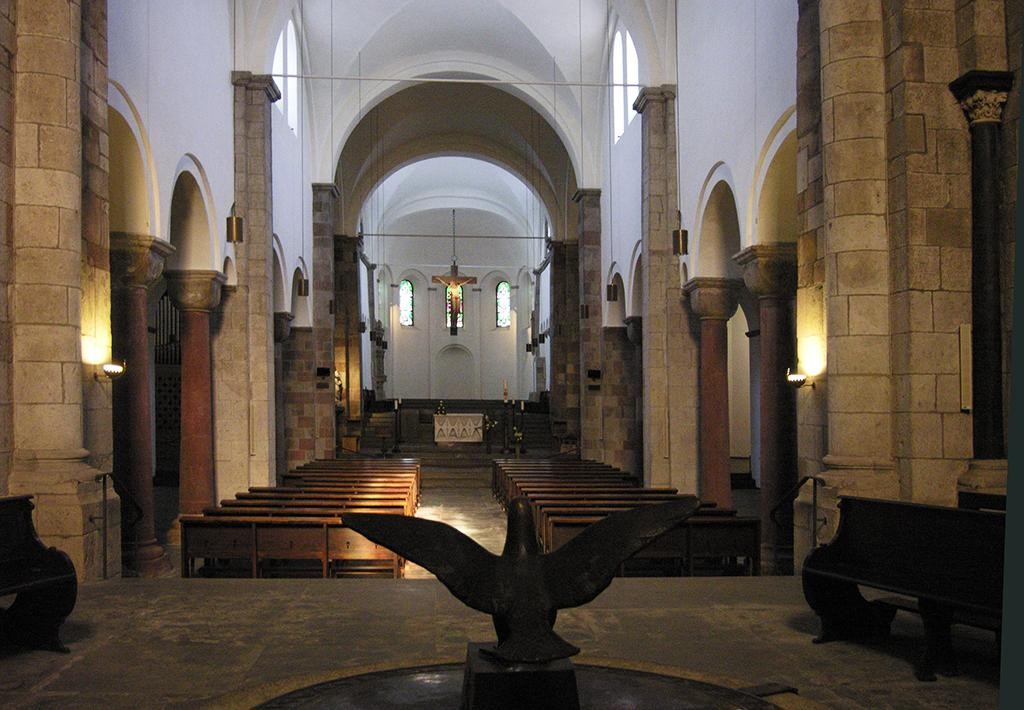
Mittelschiff mit Wechsel von Pfeilern und Säulen

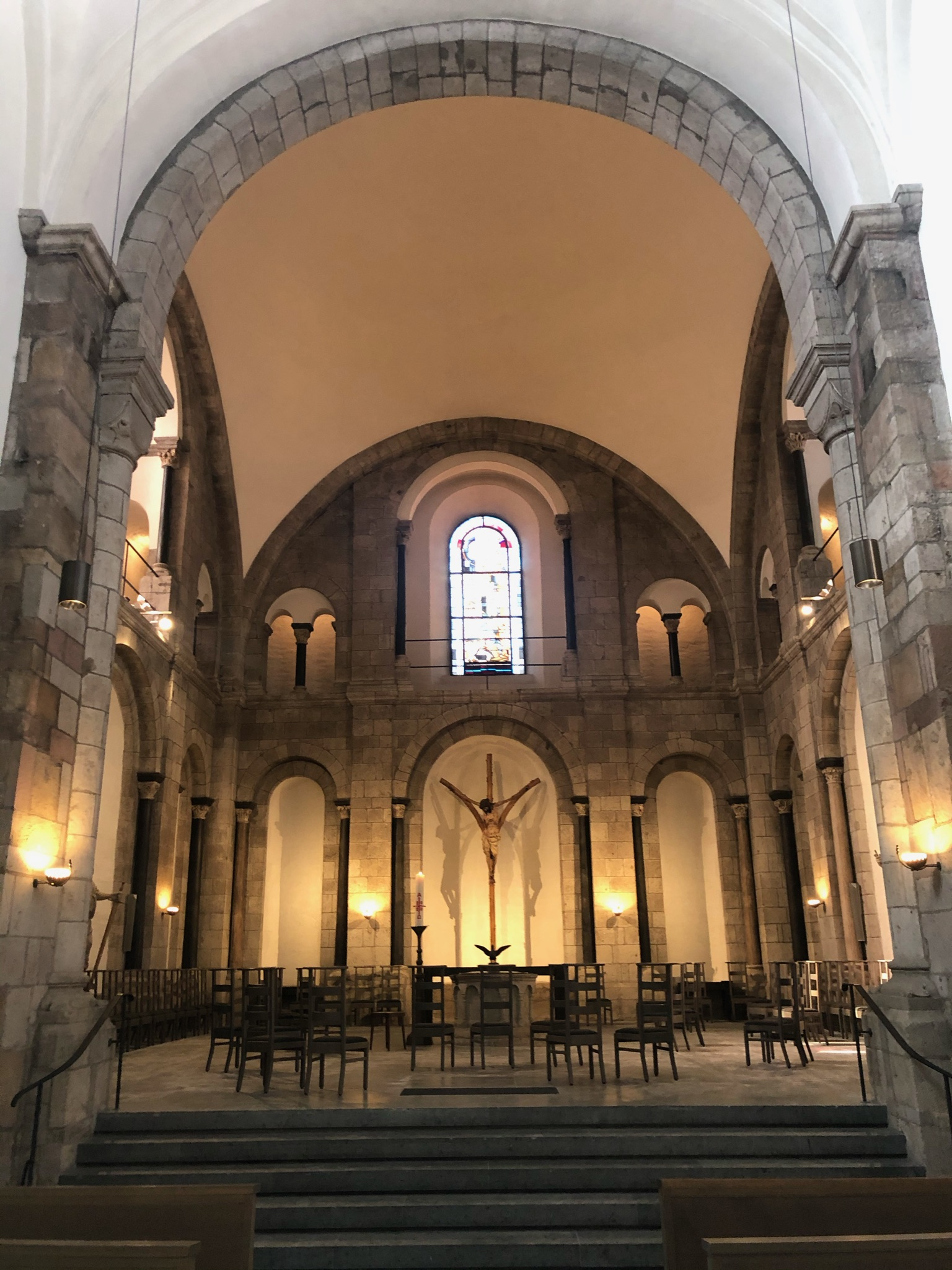
Staufischer Westbau

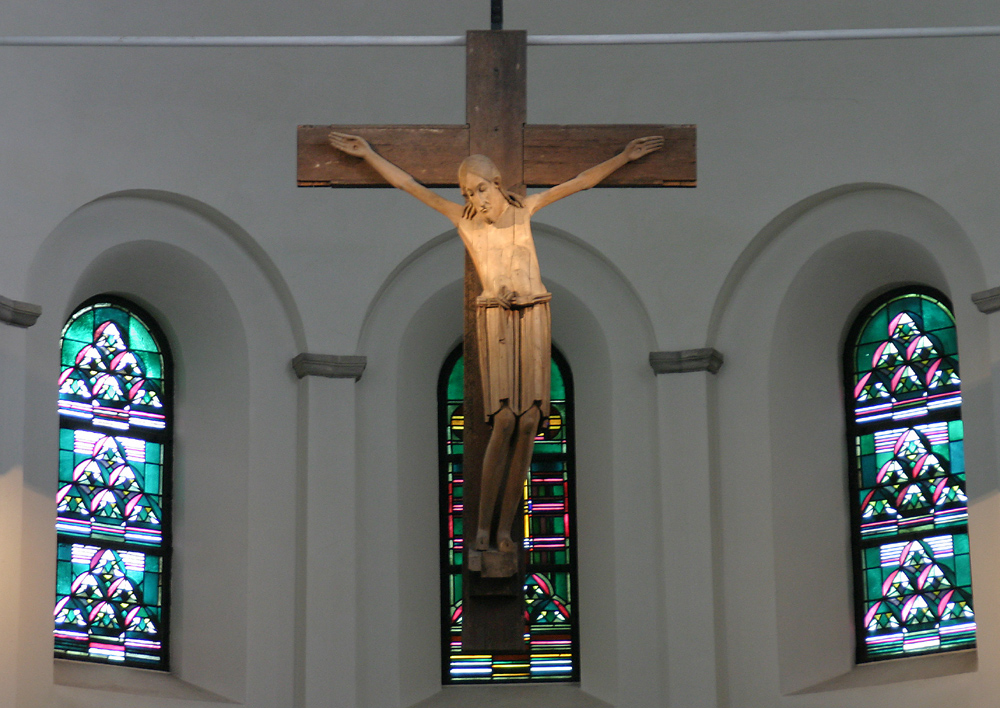
Ostchor: Rekonstruktion des Georgs-Kruzifixes

St. Georg ist eine nach außen bescheiden wirkende dreischiffige Basilika mit einer nördlichen Vorhalle und einem kubischen Westbau aus staufischer Zeit, dessen oberer Abschluss zu einem repräsentativen Turm nicht vollendet wurde. Die drei Kirchenschiffe münden hinter dem Querbau in drei Apsiden. Sie liegen höher als das Langhaus. Die zwei kleineren seitlichen Apsiden geben nur einen knappen Durchgang zum Chor frei. Die Höhendifferenz ist Folge der fünfschiffigen Säulenkrpyta unter den Ostteilen der Kirche. Die Säulen der Krypta werden von Würfelkapitellen abgeschlossen. In einem Kapitell neben dem Hauptaltar ist zu lesen: herebrat me fecit (Herebrat hat mich gemacht). Dies ist eine seltene mittelalterliche Bauinschrift und könnte auf den Steinmetz verweisen.
Nach dem Wiederaufbau erhielt der massige Quader des Westchors statt des bis 1942 vorhandenen hölzernen Glockengeschosses mit seiner gewaltigen Barockhaube nur ein schlichtes Walmdach. Innen ist der Westbau doppelschalig strukturiert und reich mit Bauzier ausgestattet. Über den Blendarkaden und Nischen des Sockelgeschosses erhebt sich eine hohe Hängekuppel, deren Schildbögen sich in drei großformatigen Rundbogenfenstern öffnen, die von Biforien begleitet werden. Diese Nischen- und Fensterarchitektur ruft mit einem großen mittleren und zwei begleitend kleinen Bögen, von innen betrachtet, das Vorbild römischer Toranlagen in Erinnerung. Zum Bauzeitpunkt befand sich in der Nähe noch das römische Südtor. Ein Laufgang zieht sich um die drei Seiten des Raumkubus, während die vierte Seite sich wie ein Säulen-Stufen-Portal zum Mittelschiff des Langhauses öffnet. Dessen Kreuzgratgewölbe aus der Mitte des 12. Jahrhunderts, das auf den zwei zusätzlichen Pfeilern zwischen den Säulen ruht, erreicht im mittleren Scheitelpunkt die Höhe der ursprünglichen frühromanischen Holzdecke. Von der Renaissance-Vorhalle aus führt eine Tür in einen kleinen Kreuzgang, der seit den letzten Kriegstagen zur letzten Ruhestätte von Bombenopfern wurde.

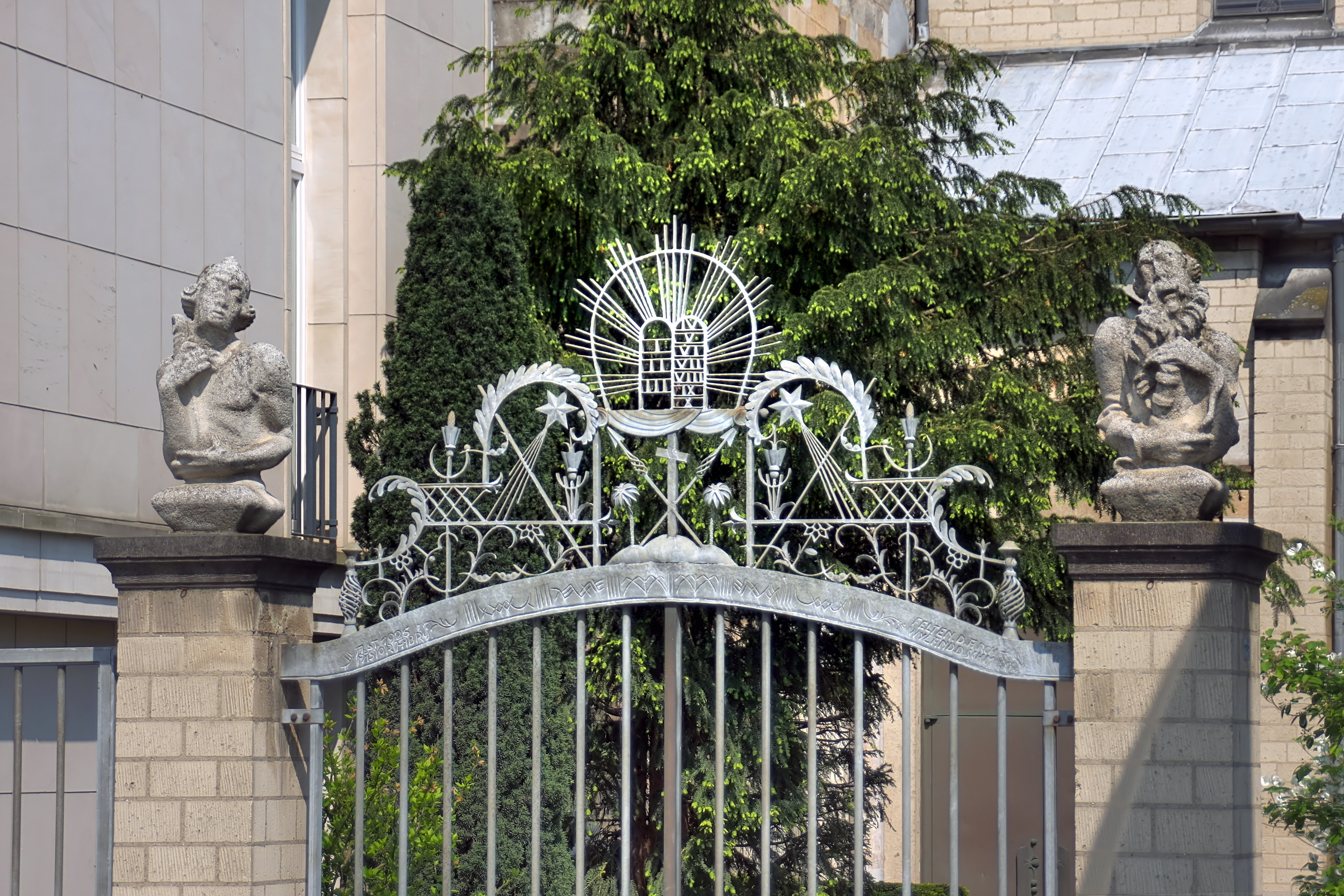
Gittertor am Georgsplatz, 1925 vom Kunstschmied Carl Wyland geschaffen
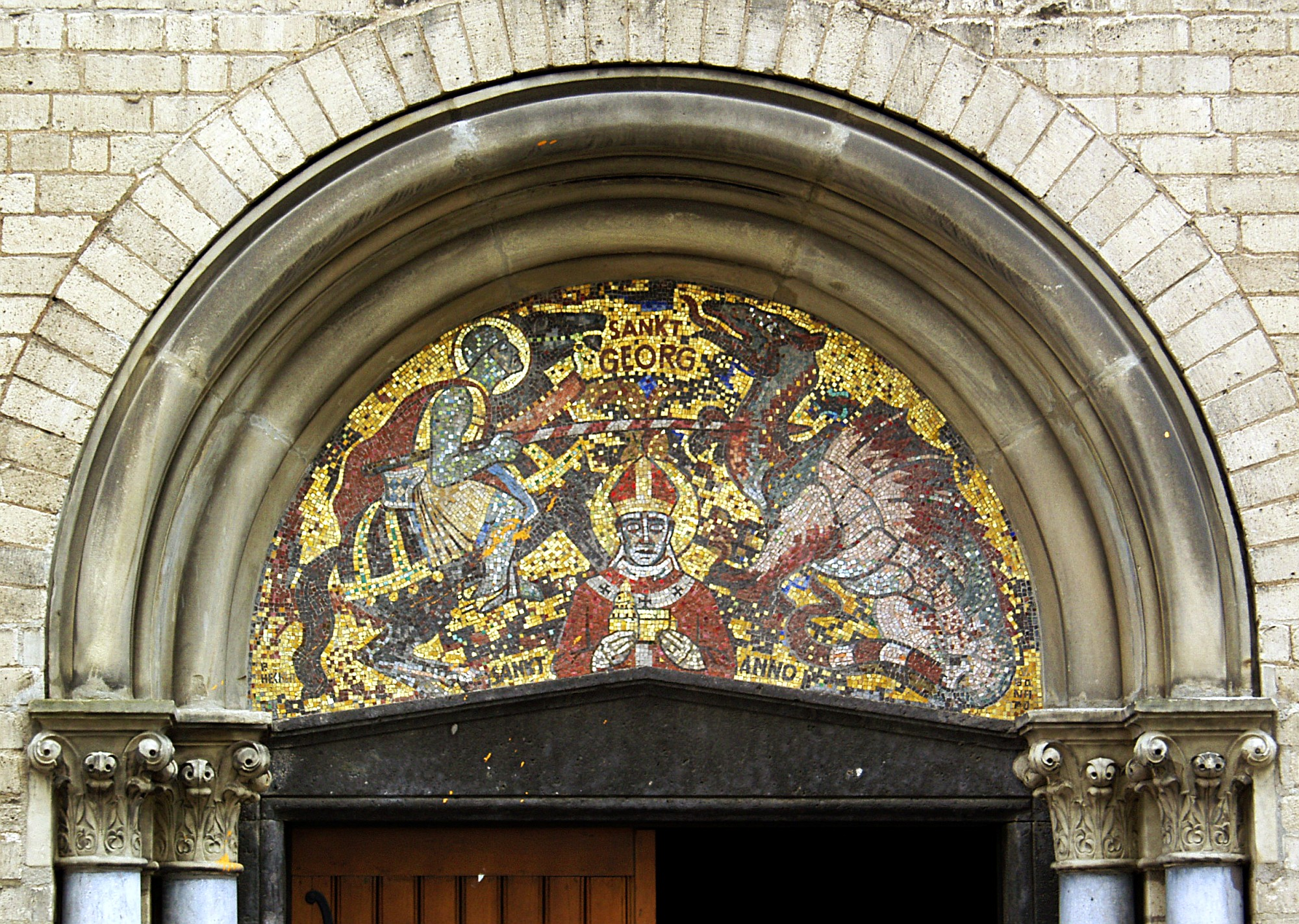
Mosaik „St. Georg und Anno II.“ (1930) von Eduard Schmitz, über dem Eingang zur Vorhalle
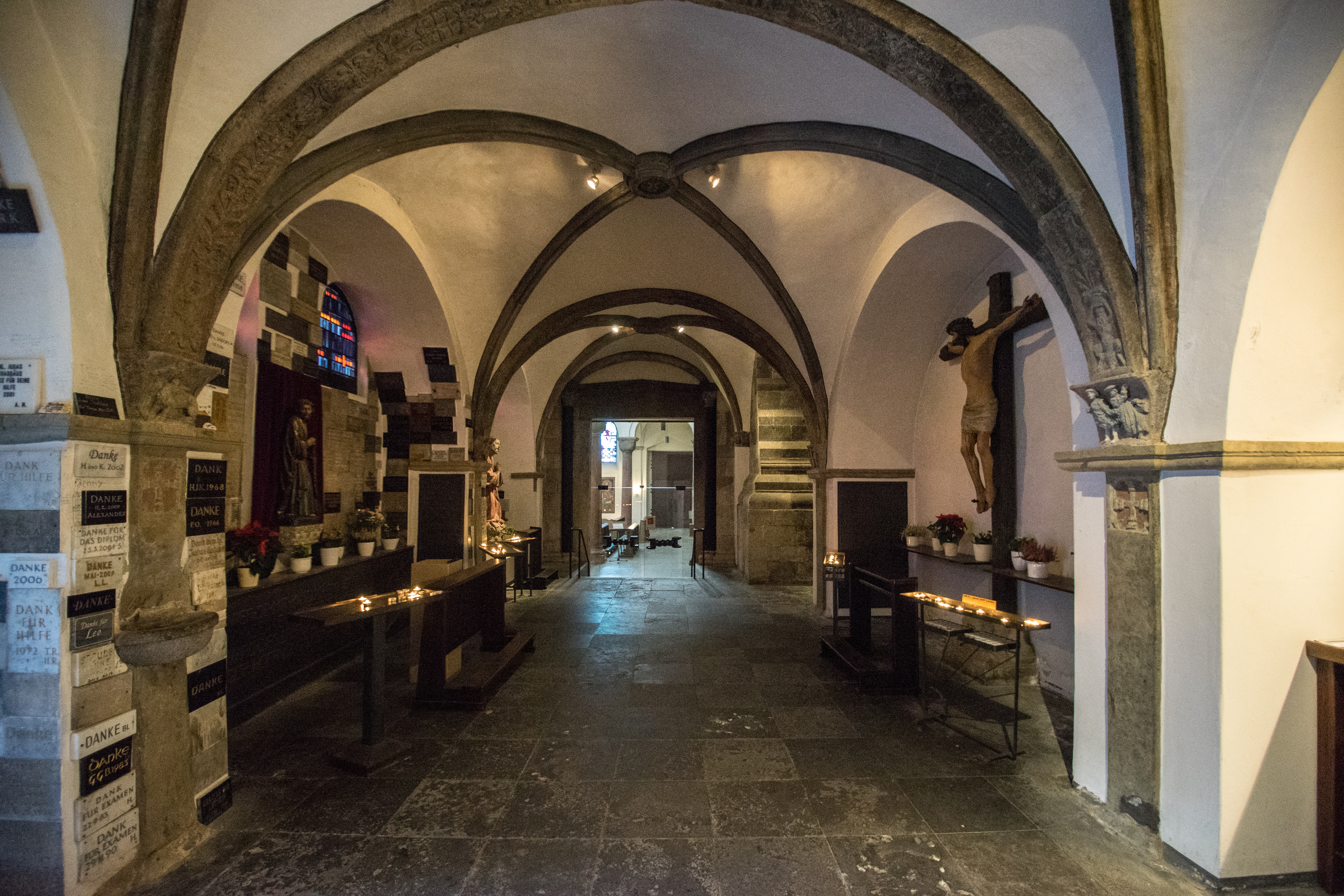
Innenraum der nördlichen Vorhalle
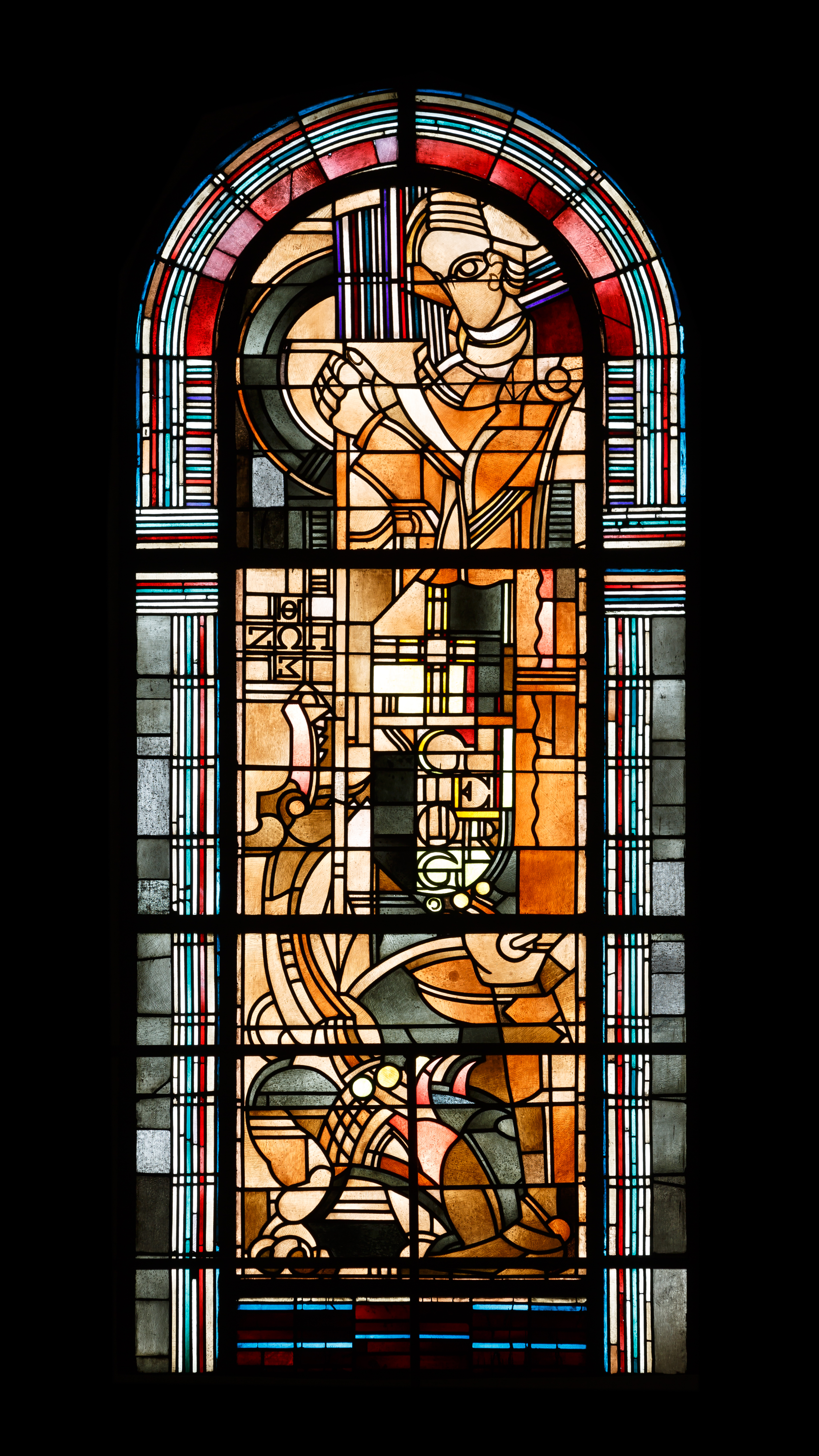
Modern gestaltetes Bleifenster (Georgsfenster) von Johan Thorn Prikker
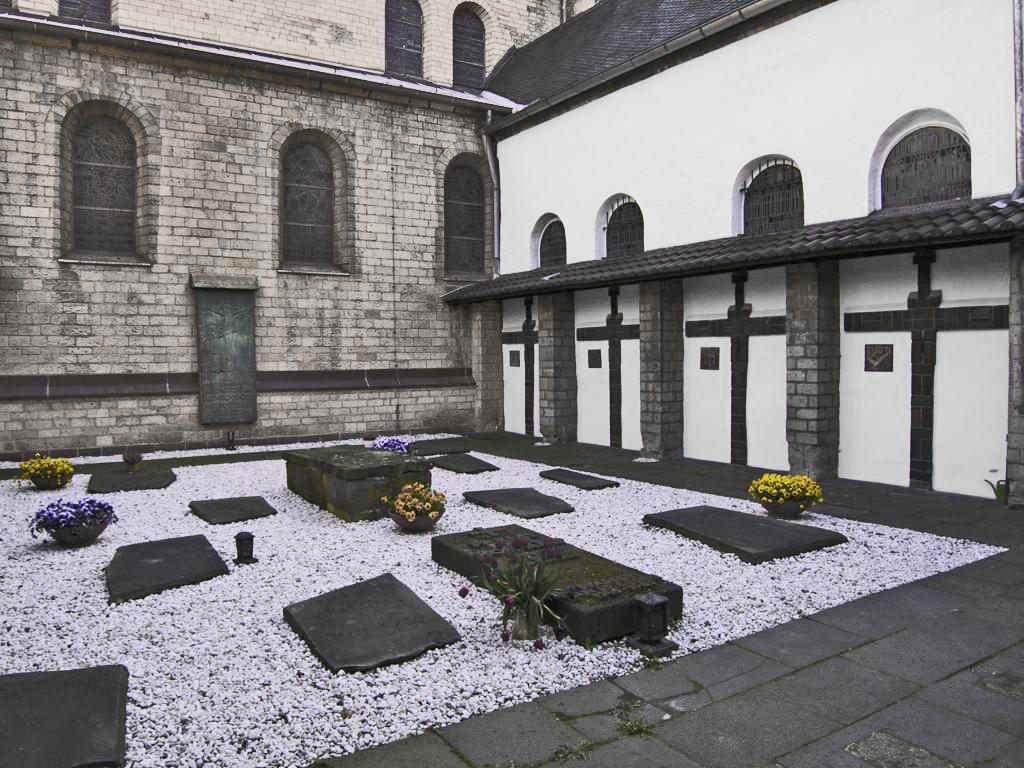
Friedhof im Innenhof

## Ausstattung

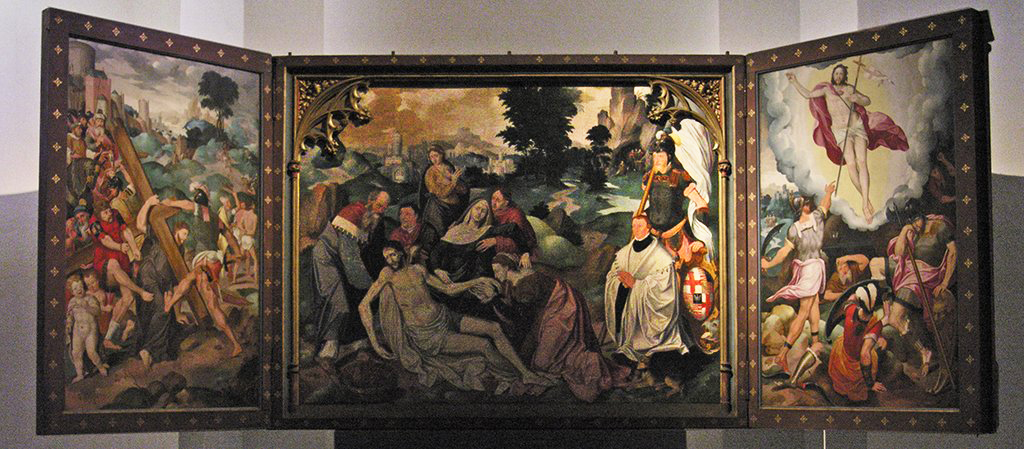
Triptychon von Barthel Bruyn

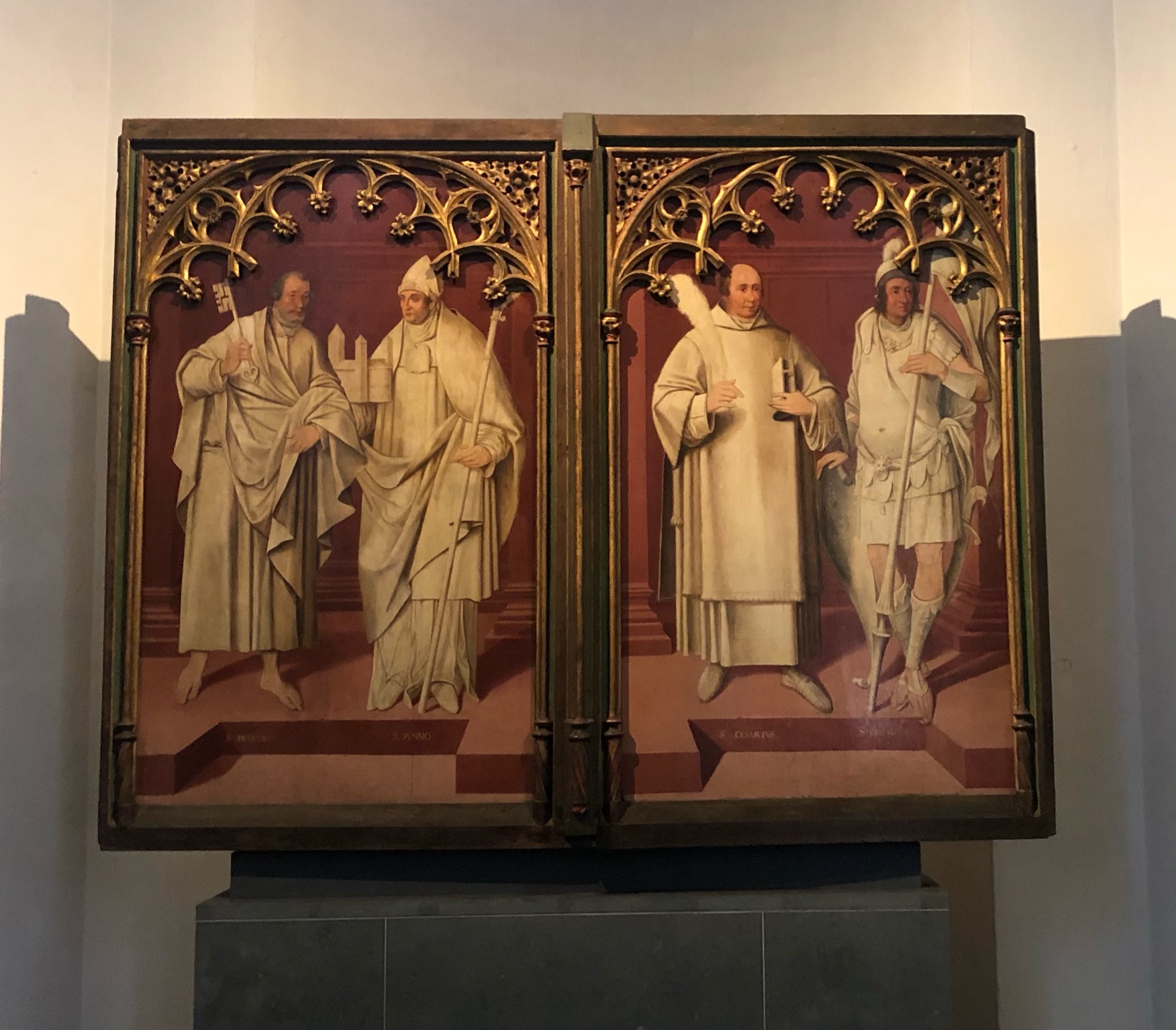
Außenflügel des Triptychons

Zur Ausstattung von St. Georg gehört die im Chor hängende Kopie des Georgs-Kruzifixes, dessen Original von 1067 als Torso im Museum Schnütgen aufbewahrt wird, ein Epitaph von 1545, sowie das Sakramentshaus von 1556. Das Altarbild der Beweinung Christi von Barthel Bruyn dem Jüngeren von 1558 ist im südlichen Querschiff zu finden. Die Beweinungsszene des Mittelteils wird auf den Flügeln durch die Darstellung Christi auf dem Kreuzweg und die Auferstehung ergänzt. Auf der Rückseite des rechten Bildflügels sind die Patrone der Basilika, St. Caesarius von Terracina und St. Georg, dargestellt. Auf dem linken Flügel sind die Heiligen Petrus und Anno zu sehen. Beide Rückseiten sind in Grisaille-Malerei ausgeführt.
Im Westbau befinden sich das Gabelkreuz, ein Pestkreuz des 14. Jahrhunderts, und die Holzskulpturen von Petrus und Paulus aus dem Jahr 1770, sowie ein romanischer Taufstein mit Bogenreihung an der Außenwandung des Beckens.
In der Vorhalle zeigen vier Kapitelle Darstellung aus dem alten Testament: Samson mit dem Löwen, zwei Männer (Zuordnung noch offen), König David mit Harfe, sowie Adam und Eva. In der Halle wird, an den Täfelchen und Kerzen erkennbar, in typischer Volksfrömmigkeit, der hl. Judas Thadäus verehrt. Seine Statue ist eine Kopie des verlorenen Originals. Des Weiteren findet man in der Renaissancehalle ein farbiges Holzkruzifix aus dem 15. Jahrhundert und einen knienden Christus aus Stein, der ursprünglich zu einer Ölberggruppe gehörte. Er stammt aus dem 16. Jahrhundert.
Aus den Jahren 1928 bis 1931 stammen die von Jan Thorn Prikker entworfenen farbigen Bleiglasfenster, die nach dem Zweiten Weltkrieg nach den Original-Kartons rekonstruiert wurden. Die drei großen Heiligen-Fenster im Westbau sind weitgehend im Originalzustand bewahrt geblieben.
Im Jahr 2000 wurde im nördlichen Ostchor die Schatzkammer eingerichtet. Sie beinhaltet das Georgsevangeliar aus dem frühen 12. Jahrhundert, eine Kusstafel von 1557 und drei hölzerne Halbfiguren des 18. Jahrhunderts. Eine zeigt Erzbischof Anno. Das Kirchenmodell, das er einst in der Hand hielt, wurde 1980 gestohlen. Die Gittertür zum Hochchor ist eine Kopie der gegenüberliegenden Tür, mit einer eingefügten Georgsdarstellung.

### Orgel
1970 wurde im nördlichen Seitenschiff von dem Orgelbauunternehmen Romanus Seifert & Sohn aus Kevelaer eine Orgel eingebaut. Sie besitzt 12 Register auf 2 Manualen und Pedal und hat folgende Disposition:
| I Hauptwerk C–g3 |                |    |
| 1.               | Principal      | 8′ |
| 2.               | Spitzgedackt 0 | 8′ |
| 3.               | Octave         | 4′ |
| 4.               | Hörnlein I–III |    |
| 5.               | Mixtur IV      |    |

| II Unterwerk (schwellbar) C–g3 |                   |       |
| 6.                             | Holzgedackt       | 8′    |
| 7.                             | Rohrflöte         | 4′    |
| 8.                             | Superoctave       | 2′    |
| 9.                             | Spitzquinte       | 1 ⁄3′ |
| 10.                            | Trompetenschalmey | 8′    |
|                                | Tremulant         |       |

| Pedal C–f1 |            |     |
| 11.        | Subbass    | 16′ |
| 12.        | Pommer     | 8′  |
| 13.        | Blockflöte | 4′  |

- Koppeln: II/I, I/P, II/P

### Glocken
Sechs Glocken bildeten einst den Glockenbestand der Kirche. In der Glockenstube des Turmaufsatzes über dem Westchor hing das dreistimmige Sonn- und Feiertagsgeläut. Die große Glocke, 1506 von Johann von Andernach gegossen, wurde der Gottesmutter, den Heiligen Georg, Anno und Katharina geweiht und wog etwa 1.100 Kilogramm, bei einem Durchmesser von etwa 1,25 Metern. Die mittlere Glocke, etwa 800 Kilogramm schwer und 1,10 Meter groß im Durchmesser, wurde 1553 von Derich van Coellen zu Ehren der ungeteilten Dreieinigkeit sowie der Heiligen Georg und Anno gegossen. Letzterer gab der Glocke ihren Namen. In der Inschrift wird auf eine Vorgängerglocke hingewiesen. Die dritte, der allheiligen Gottesgebärerin geweihte Glocke, goss 1627 Nikolaus von Unckel. Sie hat ein Gewicht von etwa 400 Kilogramm und einen Durchmesser von 85 Zentimetern. Außen an der Turmzwiebel waren zwei Uhrzimbeln unter je einer Gaube angebracht. Die 260 Kilogramm schwere Stundenglocke aus dem 18. Jahrhundert hing nach Westen, die 1733 gegossene Viertelstundenglocke mit 90 Kilogramm Gewicht nach Osten. In einem kleinen Dachreiter über der Vierung hing das kleine Meßglöckchen für die tägliche Messfeier.
Die beiden großen Glocken waren zwar von der Kriegsbeschlagnahme 1942 zurückgestellt worden, gingen jedoch im Feuersturm 1945 zusammen mit allen übrigen Glocken zugrunde. An die Stelle der alten Messglocke ist eine im 20. Jahrhundert in Gescher gegossene Glocke getreten, die jedoch in den Dachstuhl des südlichen Querflügels gehängt wurde. 1989 kamen zwei größere Glocken hinzu. Turmhaube und Dachreiter wurden nicht wieder aufgebaut.
| Nr. | Name     | Gussjahr | Gießer           | Durchmesser (mm) | Gewicht (kg) | Schlagton (435 Hz) |
| 1   | Gloria   | 1989     | Florence Hüesker | 820              | 322          | b′ +3/16           |
| 2   | Harmonia | 1989     | Florence Hüesker | 620              | 152          | es″ +4/16          |
| 3   | ?        | 20. Jh.  | Hans Hüesker     | 482              | 60           | g″ +5/16           |